# Communauté de communes du Pays Cordais
Die Communauté de communes du Pays Cordais ist ein ehemaliger Gemeindeverband (Communauté de communes) im südfranzösischen Département Tarn in der Region Midi-Pyrénées. Er ist nach dem Ort Cordes-sur-Ciel benannt.
2013 fusionierte der Gemeindeverband mit der Communauté de communes du Causse Nord-Ouest du Tarn zur neuen Communauté de communes du Cordais et du Causse.

## Mitgliedsgemeinden
| - Bournazel - Les Cabannes - Cordes-sur-Ciel - Labarthe-Bleys - Lacapelle-Ségalar | - Mouzieys-Panens - Saint-Marcel-Campes - Souel - Vindrac-Alayrac |

Somit gehören dem Gemeindeverband neun der 17 Gemeinden des Kantons Cordes-sur-Ciel an.